# Akari (slagalica)
Akari (Japanski: 明かり akari), takođe poznata i kao Light up i Muzej (Japanski: 美術館 bijutsukan), je logička slagalica koju je izdao . Akari slagalica je NP - kompletan problem.

## Istorijat
Prva verzija Akari slagalice je izdata 2001. godine. Njen originalni kreator je japanska izdavačka kuća , koja se bavi isključivo logičkim slagalicama i igrama. Imena koja su pripisana ovoj slagalici govore i problemu o kom ona govori: "Koliki je najmanji broj sijalica potreban da bi se osvetlile sve prostorije muzeja?" Zbog toga se tabla ove slagalice može postmatrati i kao plan interijera nekog Muzeja, radi lakšeg razumevanja cilja ove slagalice.

## Pravila
Slagalica se sastoji od kvadratne mreže (tabele), sastavljene od belih i crnih ćelija, slične tabeli za ukrštene reči. Potrebno je postaviti sijalice u bele ćelije, tako da sve bele ćelije u mreži budu osvetljenje, pri čemu nijedna sijalica ne sme da obasjava drugu (nijedna sijalica ne sme biti u istoj koloni ili vrsti, osim ukoliko između njih ne postoji crna ćelija). Pozicije crnih ćelija su unapred određene i svetlost sijalica ne utiče na njih (ne obasjava ih). Mogu da sadrže brojeve od 0 do 4, koji označavaju broj sijalica koji mora da se nalazi uz ivice ćelije koja sadrži broj.

## Metode rešavanja
Na jednostavnom primeru 6x6 Akari slagalice, možemo pogledati jednu od metoda rešavanja.

Ukoliko postoji crna ćelija sa brojem 4 u sebi, ona može imati samo jednu konfiguraciju za postavljanje sijalica, kao na slici iznad, jer sijalice moraju biti uz svaku ivicu te ćelije. Slično je i sa crnim ćelijama koje sadrže broj 3 u sebi i nalaze se uz ivicu tabele ili uz drugu crnu ćeliju, ili sa ćelijama koje sadrže broj 2 i nalaze se u uglu tabele ili između druge dve crne ćelije.

Pravila o postavljanju sijalica nam govore o narednim koracima rešavanja problema. Zbog toga što svetlost jedne sijalice ne sme da obasjava drugu sijalicu, postoji samo jedna konfiguracija rešenja za ćeliju sa brojem 1 i ćeliju sa brojem 2 u sebi.

Na samom kraju primećujemo da uz ivice crne ćelije sa brojem 0 u sebi, ne sme da stoji nijedna sijalica, odakle zaključujemo da sijalica mora biti smeštena u ćeliju u donjem desnom uglu. Postavljanjem poslednje sijalice sve bele ćelije tabele postaju osvetljene, čime dolazimo do rešenja Akari slagalice.

### Ostale metode
Drugačiji pristup rešavanju Akari slagalice zasniva se na pronalaženju i obeležavanju belih ćelija (precrtavanjem ili upisivanjem tačkice), u kojima se sijalice ne smeju nalaziti. Najbolji primer za to su ćelije susedne crnoj ćeliji sa brojem 0 u sebi. Kao dodatni primer možemo uzeti konfiguraciju u kojoj crna ćelija sa brojem 1 već ima sijalicu u jednoj od svojih susednih ćelija, iz čega sledi da bilo koje druge bele ćelije, koje su u njenom susedstvu, mogu biti obeležene precrtane ili obeležene, i u njima ne može da se postavi sijalica.

## Kompjuterska igra
Kompanija  je 8. marta 2007. godine, u sklopu svoje serije slagalica, izdao Akari slagalicu za Nintendo DS konzolu.

## Spoljašnje veze
- Stranica o Akari slagalici na zvaničnoj strani izdavača, Nikoli

- je NP-kompletan problem (PDF viewer required)

- Akari JavaScript (језик: српски)